# Верхняя Гора (Вологодская область)
Верхняя Гора — деревня в Кирилловском районе Вологодской области.
Входит в состав Ферапонтовского сельского поселения, с точки зрения административно-территориального деления — в Ферапонтовский сельсовет.
Расстояние по автодороге до районного центра Кириллова — 29,5 км, до центра муниципального образования Ферапонтово — 16,5 км. Ближайшие населённые пункты — Шлюз № 4, Красново, Лукинское-2, Филимоново, Запань-Нова, Куракино.
По переписи 2002 года население — 3 человека.
Здесь родился Н.В.Разин, советский гидротехник, член-корреспондент АН СССР, Герой Социалистического Труда.